# Els segadors

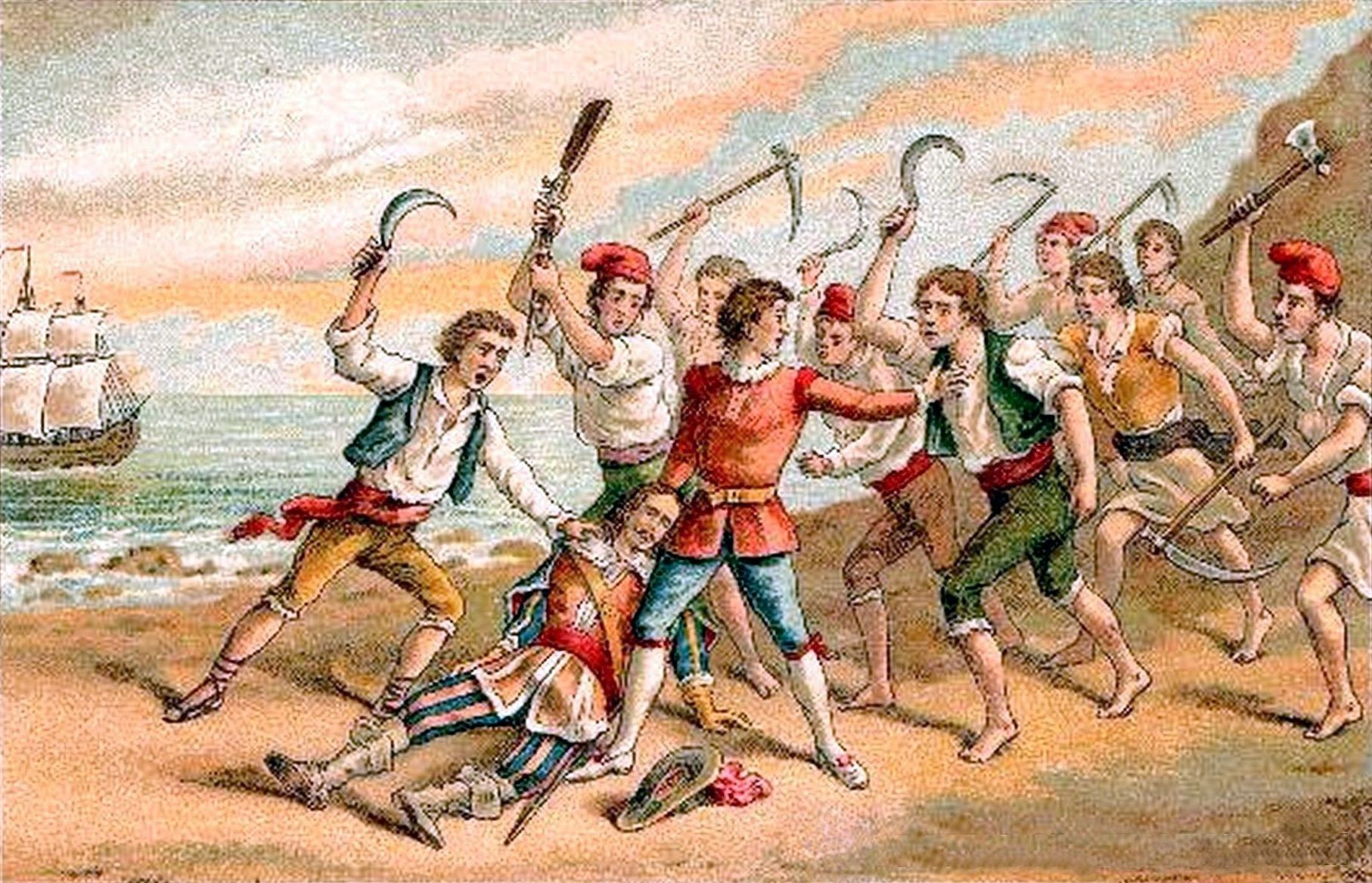
Corpus de sang (evento della sollevazione della Catalogna) di H. Miralles (1910)

Els Segadors (I mietitori) è l'inno nazionale catalano, indicato come tale dallo statuto d'autonomia della regione autonoma spagnola della Catalogna. È stato composto sul finire dell'Ottocento e adottato ufficialmente nel 1993.

## Storia

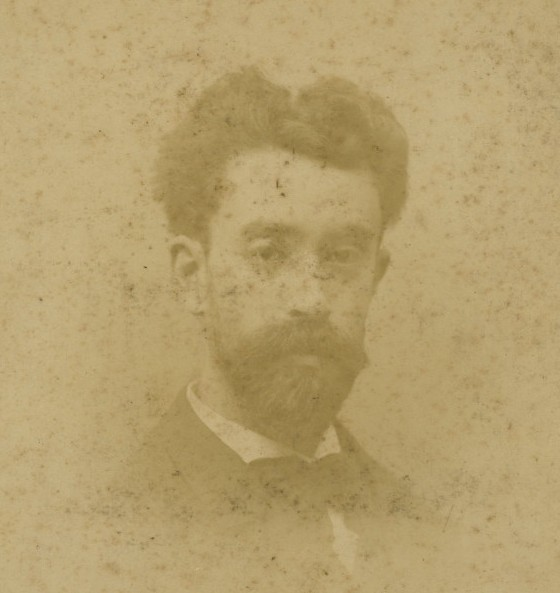
Francesc Alió i Brea

Tra i simboli dell'identità catalana , Els Segadors si ispira a uno degli eventi iniziali della sollevazione della Catalogna (in catalano, "Guerra dels segadors"; 1640-1659), precisamente al cosiddetto Corpus de sang: il 7 giugno 1640, giorno del Corpus Domini, i contadini catalani, armati di falci e sostenuti anche dalla locale aristocrazia, entrarono a Barcellona, dando avvio a una cruenta rivolta contro le milizie reali spagnole. Uccisi una ventina di funzionari reali, incluso il viceré di Catalogna Dalmau de Queralt conte di Santa Coloma de Queralt, i catalani insorti scacciarono le truppe di re Filippo IV di Spagna da Barcellona. Di lì a poco, il politico catalano Pau Claris i Casademunt proclamò la Repubblica Catalana.
Il testo dell'opera fu scritto dal poeta catalano Emili Guanyavents nel 1899. Guanyavents vinse un concorso indetto dal partito politico Unió Catalanista e si ispirò nella sua opera a un antico testo del XVII secolo, recuperato tempo addietro dal filologo Manuel Milà i Fontanals e pubblicato nel 1882 nel suo Romancerillo catalán. Il testo di Guanyavents si distacca da quello di Milà per un maggior riferimento a tematiche politiche.
Quale musica furono scelte le note scritte nel 1892 dal compositore barcellonese Francesc Alió i Brea, il quale si era ispirato a un antico canto popolare catalano.
Dall'avvento del Novecento, Els Segadors divenne uno dei capisaldi del catalanismo, soprattutto durante la dittatura franchista, che cercò ripetutamente di annientare la lingua e la cultura catalane.
Il 25 febbraio 1993, a oltre 15 anni dalla restaurazione della democrazia in Spagna, il parlamento della Generalitat de Catalunya adottò Els Segadors quale inno ufficiale della comunità autonoma della Catalogna. Il nuovo statuto d'autonomia catalano del 2006 confermò questa scelta all'articolo 8.4.

## Testo
| Versione ufficiale in catalano | Traduzione in italiano |
| --- | --- |
| Catalunya, triomfant, tornarà a ser rica i plena! Endarrera aquesta gent tan ufana i tan superba! Bon cop de falç! Bon cop de falç, defensors de la terra! Bon cop de falç! Ara és hora, segadors! Ara és hora d'estar alerta! Per quan vingui un altre juny esmolem ben bé les eines! (ritornello) Que tremoli l'enemic en veient la nostra ensenya: com fem caure espigues d'or, quan convé seguem cadenes! (ritornello) | Catalogna, trionfante, tornerà ad essere ricca e grande! Torni indietro questa gente tanto presuntuosa e tanto superba! Buon colpo di falce! Buon colpo di falce, difensori della terra! Buon colpo di falce! È giunta l'ora mietitori! È giunta l'ora di stare all'erta! Per quando verrà un altro giugno teniamo affilati gli arnesi! (ritornello) Che tremi il nemico vedendo la nostra insegna: come facciamo cadere le spighe dorate, quando è opportuno seghiamo le catene! (ritornello) |

## Testo originale
La versione che ha raccolto Manuel Milà i Fontanals nel suo Romancerillo catalán, che servì da ispirazione a Guanyavent è la seguente:
| Catalunya, comtat gran, qui t'ha vist tan rica i plena! Ara el rei Nostre Senyor declarada ens té la guerra. Bon cop de falç Bon cop de falç defensors de la terra, Bon cop de falç Lo gran comte d'Olivars sempre li burxa l'orella: -Ara es hora, nostre rei, ara es hora que fem guerra.- Bon cop de falç Bon cop de falç defensors de la terra, Bon cop de falç Contra tots els catalans, ja veieu quina n'han feta: seguiren viles i llocs fins al lloc de Riu d'Arenes; Una església n'han cremat, que Santa Coloma es deia; mataren un sacerdot mentre que la missa en deia. Mataren un cavaller, a la porta de l'església, en Lluís de Furrià, que els àngels li fan gran festa. Lo pa que no era blanc deien que era massa negre: el donaven als cavalls sols per assolar la terra. Del vi que no era bo, n'engegaven les aixetes, el tiraven pels carrers sols per a regar la terra. Al davant dels seus parents deshonraven les donzelles. i mataven els seus pares si de mal donaven queixa. Bon cop de falç Bon cop de falç defensors de la terra, Bon cop de falç Ne donen part al Virrei, del mal que aquells soldats feien: -Llicència els n'he donat jo, molta més se'n poden prendre.- Bon cop de falç Bon cop de falç defensors de la terra, Bon cop de falç A vista de tot això s'esvalota la terra: comencen de llevar gent i enarborar les banderes. Han entrat a Barcelona mil persones forasteres; entren com a segadors, com érem en temps de sega. Han anat a la presó, donen llibertat als presos el bisbe els ha beneït amb la dreta i l'esquerra. -On es vostre capità? On és vostre bandera?- Varen treure el bon Jesús Tot cobert amb un vel negre: -Aquí és nostre capità, aquesta es nostre bandera.- A les armes catalans, Que ens ha declarat la guerra! Bon cop de falç Bon cop de falç defensors de la terra Bon cop de falç | Catalogna, contea grande, che ti ha vista ricca e piena! Ora il re Nostro Signor ci ha dichiarato guerra. Buon colpo di falce Buon colpo di falce, difensori della terra, Buon colpo di falce Al gran conte d'Olivares sempre gli stuzzica l'orecchio: -Questa è l'ora nostro re, questa è l'ora che facciam guerra.- Buon colpo di falce Buon colpo di falce difensori della terra, Buon colpo di falce Contro tutti i catalani, vedi quello che hanno fatto: seguirono ville e luoghi fino al posto del Riu d'Arenes; una chiesa han bruciato, che a Santa Coloma è dedicata; uccisero un sacerdote mentre celebra la messa. Uccisero un cavaliere, alla porta della chiesa, in Luis de Furrià, che gli angeli gli fan gran festa. Il pane che non era bianco dicevano che era troppo nero: lo davano ai cavalli solo per spuntare la terra. Del vino che non era buono, non aprivano le spine, lo portavano per le strade solo per innaffiare la terra. Alla presenza dei loro genitori disonoravano le fanciulle. E uccidevano i loro genitori se si lamentavano di loro. Buon colpo di falce Buon colpo di falce difensori della terra, Buon colpo di falce Diedero parte al viceré, del male che questi soldati facevano: -Licenza gli ho dato loro, molto altro può esser preso.- Buon colpo di falce Buon colpo di falce difensori della terra buon colpo di falce Alla vista di tutto questo si ribaltava la terra: cominciarono a portare gente e svolazzare le bandiere. Sono entrati a Barcellona mille persone forestiere; entrarono come agricoltori, come era in tempi di agricoltura. Sono andati in prigione, dando libertà ai prigionieri il vescovo li benedisse con la destra e la sinistra. -Dov'è la vostra capitale? Dov'è la vostra bandiera?- Portarono il buon Gesù Tutto coperto con un velo nero: -Qui è la nostra capitale, questa è la nostra bandiera.- Alle armi catalani, Che ci han dichiarato guerra! Buon colpo di falce Buon colpo di falce difensori della terra buon colpo di falce |